# Un minuto per vincere
Un minuto per vincere è stato un programma televisivo italiano andato in onda prima su Rai 1 nella fascia preserale con la conduzione di Max Giusti dal 4 al 25 settembre 2011 di domenica per quattro puntate e poi con Nicola Savino in prima serata su Rai 2 dal 22 novembre al 27 dicembre 2012 per cinque appuntamenti. Il programma è tornato in onda dal 19 settembre al 14 novembre 2013 sempre in prima serata su Rai 2 e sempre con la conduzione di Nicola Savino per sette appuntamenti. La voce femminile che presenta i giochi è di Emanuela Rossi. È l'adattamento italiano di Minute to win it, format statunitense in onda su NBC.

## Meccanismo di gioco
Un concorrente (dalla seconda edizione anche concorrenti in coppie o a squadre) deve cimentarsi in dieci prove fisiche e di abilità usando degli oggetti domestici, ognuna delle quali doveva essere risolta in un minuto per arrivare a vincere un montepremi di 500.000 €. Il concorrente ha tre vite che gli consente di ripetere la prova se non riesce a completarla entro il tempo stabilito o se viola la procedura della prova, prima di essere definitivamente eliminato dal gioco e lasciare il posto ad un nuovo concorrente. Ad ognuna delle prove viene assegnata una scala di premi crescente:
| Livello | Prima edizione | Seconda edizione | Terza edizione |
| ------- | -------------- | ---------------- | -------------- |
| 1       | € 1.000        | € 1.000          | € 1.000        |
| 2       | € 2.000        | € 2.500          | € 2.500        |
| 3       | € 3.000        | € 5.000          | € 5.000        |
| 4       | € 5.000        | € 10.000         | € 10.000       |
| 5       | € 10.000       | € 25.000         | € 20.000       |
| 6       | € 20.000       | € 50.000         | € 40.000       |
| 7       | € 50.000       | € 75.000         | € 60.000       |
| 8       | € 125.000      | € 150.000        | € 100.000      |
| 9       | € 250.000      | € 250.000        | € 150.000      |
| 10      | € 500.000      | € 500.000        | € 500.000      |

- 1ª vincita garantita
- 2ª vincita garantita
- 3ª vincita garantita

Una volta superata la prova, il concorrente può  decidere di fermarsi e portare a casa il premio vinto oppure continuare a giocare per cercare di vincere tutto il montepremi in palio. A partire dalla seconda edizione del programma, il giocatore che si è fermato o che è arrivato al livello più alto rispetto agli altri partecipanti della trasmissione, può  provare a vincere 500.000 € con la prova de Il grande salto, che consiste nel far rimbalzare una moneta da 50 centesimi e farla entrare dentro un contenitore da 19 litri posto a 4,5 m di distanza con un'apertura di 4 cm.

## Prove
- Presa rapida: questa manche ha sei step ed il concorrente, inizialmente, deve tirare in aria due matite dal dorso della mano per poi riprenderle al volo senza farle cadere, poi, ad ogni step della prova superata deve ripetere la prova aggiungendo due matite in più fino al massimo di dodici;
- Solleva caramella: in questa prova il giocatore sopra una piattaforma deve costruire un “ascensore” con due fili e due matite per portare tre caramelle all'altezza della bocca senza toccarle e senza farle cadere;
- Carte ninja: in questa prova il concorrente deve lanciare una carta con mira centrando una metà di un cocomero e farla rimanere conficcata per almeno tre secondi;
- Occhio al jolly: questa manche consiste nel soffiare via un mazzo di 52 carte francesi, posto su una bottiglia, lasciando l'ultima che era il jolly;
- Uova al traguardo: il concorrente, con una scatola per la pizza deve usare quest'ultima come ventilatore in modo da spostare due uova e portarle dentro un quadrato facendole rimanere dentro per tre secondi;
- Faccia golosa: il giocatore da seduto deve spostare due biscotti dalla fronte alla bocca con i soli muscoli facciali; se il biscotto cade il concorrente può riprovarci fino a quando non scade il tempo;
- Il tempo delle mele: in questa manche, il concorrente deve formare una torre con cinque mele facendola rimanere in piedi per tre secondi ove se questa crolla il concorrente può rifarla fino a che non scade il tempo;
- Bolla esplosiva: il concorrente deve creare una bolla di sapone e indirizzarla con l'aria dei polmoni dentro un cerchio di arrivo ove affinché la prova venga superata, la bolla deve rimanere intatta fino al traguardo;
- Salta fosso: il concorrente deve far saltare con un soffio delle palline da ping pong da un bicchiere pieno d'acqua all'altro, ognuno ad una distanza differente: uno a distanza di 7 cm dall'altro, un altro a distanza di 15 cm dallo stesso ed un altro ancora a distanza di 22 cm dallo stesso;
- Matite canguro: il concorrente deve far rimbalzare dieci matite in dieci bicchieri;
- Mano bionica: in questa prova il concorrente usando una mano sola deve estrarre 150 fazzoletti di carta da un dispenser ove una volta estratto il fazzoletto, il successivo va in posizione e così via;
- Per un soffio: in questa prova il concorrente deve far librare nell'aria due piume soffiandogli senza che esse toccassero terra o il corpo del giocatore;
- Testa matta: in questa prova il concorrente deve fare 125 movimenti con la testa in un minuto;
- Scopa magica: in questa prova il concorrente con una scopa di saggina deve far cadere un uovo posizionato sopra un rotolo di carta igienica vuoto che sta sopra un piatto di alluminio dentro un bicchiere colmo d'acqua dodici volte con un margine di errore di due tentativi;
- Salto triplo: in questa prova il concorrente deve far rimbalzare per tre volte sopra dei piatti dal diametro di 28 cm una pallina da ping-pong e farla cadere in una vasca per pesci colma d'acqua tre volte;
- Tris: il concorrente deve lasciare delle palline da ping-pong alternativamente da un colore all'altro dentro nove bicchieri colmi d'acqua e cercare di fare tris in senso orizzontale, verticale o diagonale;
- Frankestein: il concorrente deve cercare di prendere tre barre con due contrappesi alle estremità senza farle cadere di diversa lunghezza e riposizionarle alla posizione iniziale;
- Al tappeto: il concorrente senza l'ausilio di mani e braccia deve muoversi con un tappetino da bagno in un percorso ad ostacoli per poi ritornare nella sua posizione iniziale;
- Bocca a bocca: in questa prova il concorrente deve tirar fuori una banconota incastrata tra due bottiglie e farla rimanere in piedi per tre secondi, il giocatore in tutto ha quattro tentativi per riuscirci;
- Tutto come prima: in questa prova il giocatore ha una pila di quaranta bicchieri di un colore, di cui uno di colore diverso, per superare la prova il concorrente alternando l'uso delle mani deve far salire il bicchiere di quel colore fino in cima per poi ritornare alla sua posizione iniziale;
- Pesca di precisione: in questa prova il concorrente deve pescare quattro chiavi senza farle cadere, utilizzando con la bocca una bacchetta legata ad un filo e con una graffetta come amo per pescare;
- Colpo di coda: il concorrente, in questa prova, con uno yo-yo dietro la schiena deve abbattere sei lattine vuote con i movimenti di bacino;
- Passamano: in questa prova il giocatore deve prendere sei lattine, di cui tre sono vuote e le altre tre sono piene, deve spostare due lattine tre volte e poi riportarle alla sua posizione originale senza farle cadere, senza usare il corpo come leva e senza farle posare a terra;
- Fiesta: il concorrente, in questa prova, deve girare le braccia per srotolare due rotoli di carta colorata, ove se un rotolo si strappa si poteva sempre riprenderlo;
- Il secchione: il giocatore deve far rimbalzare delle palline da ping-pong contro un muro ad 1,5 m di distanza e raccoglierne cinque dentro un contenitore di plastica posto sopra la sua testa;
- Spaghetto al dente: il concorrente con uno spaghetto tra i denti deve raccogliere sei penne senza usare le mani. Se lo spaghetto si spezza il concorrente deve ricominciare da capo;
- Gioco da ragazzi: il giocatore deve tenere in aria tre palloncini per un minuto senza che essi tocchino terra;
- Febbre da cavallo: il concorrente deve far entrare tre palline da ping-pong su un tavolo inclinato dentro un ferro di cavallo soffiandoci;
- Strike: il giocatore sdraiato a pancia in giù ha venti biglie per abbattere una matita posta a cinque metri di distanza.
- Diavolo in me: il concorrente deve fare in tutto cinquecento movimenti muovendosi con braccia e gambe, la somma dei movimenti viene calcolata dai quattro contapassi che egli ha sulle braccia e sulle gambe;
- A denti stretti: il giocatore deve sollevare con i denti cinque buste di carta di varie dimensioni (25 cm, 20 cm, 15 cm, 10 cm, 5 cm) e portarle sopra a dei tavolini senza farle cadere ove in caso di caduta della busta la prova non viene superata;
- Precipizio: il concorrente deve far scivolare su un piano inclinato delle biglie e farne aderire cinque su un nastro adesivo posto alla fine del piano di gioco;
- Super Piramide: il giocatore deve fare una piramide con trentasei bicchieri di plastica, poi, fare delle pile di bicchieri ad ogni diagonale della piramide ed infine rimetterli tutti sopra una fila unica;
- Il dado è tratto: il concorrente con un bastoncino cinese deve far scivolare otto dadi di metallo facendo una torre che deve rimanere in piedi per tre secondi;
- Il ficcanaso: il giocatore con l'aiuto di un po' di gelatina deve trasportare con il naso cinque batuffoli di cotone dentro un recipiente;
- Marcia degli elefanti: il concorrente con una calza sopra la testa con dentro una palla da baseball deve buttare giù otto bottiglie piene poste su due file parallele una a distanza di 2,5 m dall'altra;
- Fuoco di fila: il giocatore con un elastico deve abbattere una piramide di sei lattine;
- Mummia scatenata: il concorrente in questa prova deve fare dei movimenti a 360 gradi per srotolare un rotolo di carta igienica, ove, se il rotolo si spezza la prova non viene superata;
- Unicorno di cioccolato: in questa prova, il giocatore, deve fare una torre di sette biscotti al cioccolato sulla sua fronte usando una sola mano e farla rimanere in piedi per tre secondi;
- La giusta misura: il concorrente deve bere tre lattine di una bibita e farle rimanere in equilibrio su un bordo per tre secondi;
- Appesi a un filo: il giocatore deve appendere sei chiodi a testa circolare su un filo di cui tre per ogni estremità del filo senza farli cadere. La prova viene superata se i chiodi rimangono in piedi per tre secondi;
- Far West: il concorrente con un gomitolo deve fare dei movimenti circolari per abbattere tre lattine poste sopra una medesima su un totale di cinque;
- Battiscopa: il giocatore, in questa prova, deve far rimbalzare delle palline su un manico di scopa e farne entrare tre in tre cesti posti di fronte ad altezza variabile;
- Colpo d'aria: il concorrente deve gonfiare un palloncino e usare l'aria in esso contenuta per abbattere quindici bicchieri vuoti;
- Servizio rapido: il giocatore deve far girare a 360 gradi dieci bottigliette di plastica parzialmente piene e farne cadere in piedi almeno due;
- Raddoppia o niente: il concorrente, usando una sola mano deve far rimbalzare e far entrare contemporaneamente due palline dentro due bicchieri;
- Uova a pois: il giocatore deve far ruotare un uovo su una superficie circolare e raccogliere tre pois senza farlo cadere;
- Tu sì tu no: il concorrente su un vassoio per pizza circolare di 40 cm contenente 76 palline da ping-pong deve espellere usando l'aria dei polmoni 73 palline arancioni facendone rimanere solo le tre bianche;
- E...voilà!: il giocatore in questa prova giocherà in coppia col suo compagno e dovrà far fare una piroetta ad un bicchiere di plastica tentando di incappucciare una bottiglia di plastica;
- Uova illuminate: il concorrente deve far stare due uova in posizione verticale sulla cima di due lampadine con l'aiuto di una bustina di sale;
- Vicini vicini: il giocatore insieme al suo compagno schiena contro schiena deve far rimbalzare delle palline da ping-pong da dentro un hula-hoop ed abbattere quattro racchette;
- Toast a colazione: il concorrente in questa prova deve far rimbalzare tre palline da ping-pong sul pavimento e farle attaccare a tre fette di pane e marmellata;
- Super Dolmen: il giocatore in coppia col suo compagno deve fare un castello usando quindici risme di carta senza farlo cadere;
- Matrioska: il concorrente deve fare una torre di quattro bicchieri con tre foglietti in mezzo, poi, deve sfilare i foglietti da sotto i bicchieri e farli cadere uno sotto l'altro;
- Torre galleggiante: il giocatore dentro un recipiente sferico pieno d'acqua deve fare una torre di cinque lattine vuote sopra un piatto di plastica senza farla cadere;
- Stiratore scelto: il concorrente insieme al suo compagno deve far oscillare una tavola da stiro presa dalle due estremità e far scivolare una pallina facendola bloccare in uno dei tre fori centrali;
- Spaghetti per due: il giocatore insieme al suo compagno deve muovere tre lattine da un tavolo ad un altro prendendole con uno spaghetto tra i denti fatto passare per la linguetta e sistemarle a mo' di piramide facendola rimanere in piedi per tre secondi;
- Scalzatappo: il concorrente ha dieci bottiglie di vetro vuote con un tappo poggiato al contrario sulla bocca ove egli deve lasciare una pallina da golf facendo cadere il tappo e sostituirlo con la pallina, per cinque volte;
- Poker di Re: il giocatore, in questa prova, deve soffiare su un vassoio per pizza per eliminare 48 carte francesi lasciando solo i quattro re;
- Ping pong fuori!: il concorrente insieme al suo compagno dalla distanza di 1,5 m deve lanciare delle palline da ping pong bianche per eliminare sette palline rosse all'interno di un hula hoop;
- Ora del tè: il giocatore deve indossare un cappello con visiera con due bustine di tè attaccate ai lati e deve scuotere la testa in modo che queste finiscano sopra la visiera e ci rimangano sopra per almeno tre secondi;
- Pericolo sul filo: il concorrente insieme al suo compagno da una distanza di quattro metri deve far scivolare uno spazzolino attraverso l'utilizzo di due fili interdentali dentro al suo contenitore;
- Sputnik: il giocatore, in questa prova, deve infilare cinque cannucce in una patata ponendo sopra di esse una caramella che deve rimanere in equilibrio;
- Tappo volante: il concorrente dall'altezza di 90 cm deve far cadere un compact disc sopra un bicchiere di plastica cercando di tapparlo;
- Mini mini basket: il giocatore deve far rimbalzare sul tavolo sei biglie, una per volta, e farle entrare in sei ditali da cucito del diametro di 15 mm;
- Tennista in gamba: il concorrente, tenendo una racchetta da tennis tra le gambe, deve far andare una biglia nel riquadro centrale muovendo i fianchi;
- Made in Cina: il giocatore, usando delle bacchette cinesi deve fare una torre di quattro stick di burro di cacao senza farla cadere;
- Colpito e non affondato: il concorrente deve far rimbalzare delle biglie sul tavolo per farle entrare in tre coppette vuote che stanno dentro una tinozza piena d'acqua;
- CD Domino: il giocatore deve sistemare su un tavolo venti custodie per CD a ferro di cavallo e poi soffiare sul primo per creare un effetto domino che le faccia cadere tutte fino a far precipitare l'ultima custodia in un cestino posto ai piedi del tavolo;
- Una ciliegia tira l'altra: il concorrente deve soffiare su tre ciliegie appese ad un filo ove dopo averle fatte ondulare deve portarle all'altezza della bocca e mangiarle;
- Cocktail matto: il giocatore deve far rimbalzare otto palline e farle entrare in otto bicchieri di plastica ove ad ogni pallina entrata il bicchiere seguente deve essere posizionato sopra quest'ultima, inoltre, se la torre di bicchieri cade il livello non viene superato;
- U.F.O.: il concorrente deve lanciare dei frisbee per far entrare dentro il disco una gomma da masticare posta sopra una lattina colpendola ove per superare la prova deve riuscire cinque volte;
- Cane matto: i concorrenti in coppia devono scuotere con i denti un righello e svuotare completamente due scatolette di mentine fissate alle due estremità;
- Tennis da spiaggia: il giocatore in coppia col suo compagno usando tutte e due le mani deve usare una pinna da sub come racchetta e deve avanzare facendo rimbalzare la pallina e facendola cadere all'interno di una ghiacciaia. Se il giocatore o il suo compagno fa un doppio rimbalzo o trattiene la pallina sopra la pinna dovrà ricominciare da capo;
- Catapulta: in questa prova il concorrente deve creare una catapulta con due cucchiai in cui premendo sul primo cucchiaio deve far entrare l'altro dentro un bicchiere per tre volte;
- Zampata: il giocatore deve provare a sfilare una bottiglia d'acqua ove al di sopra di essa c'è una pallina da golf e farla cadere dentro un boccione d'acqua vuoto posto al di sotto della bottiglia. Per superare la prova egli dovrà riuscirvi almeno tre volte su sette;
- Asso tira tutto: il concorrente, in questa prova, deve abbattere con un elastico tre carte su quattro raffiguranti gli assi posti sopra una molletta in posizione verticale;
- Tip Tappo: il giocatore deve far saltare con il pollice della mano uno dei tappi che stanno intorno al tavolo e farlo entrare in un bicchiere;
- Mosca cieca: il concorrente bendato dopo esser stato fatto girare due volte su una sedia per disorientarsi deve muoversi per recuperare due delle quattro palle poste ad altezze variabili (due a 75 cm, una a 50 cm e un'altra a 25 cm) senza farle cadere.

### Puntata natalizia
- Addobbi al traguardo
- Addobbi in equilibrio
- Auguri di Natale
- Baci sotto il vischio
- Ballo delle campanelle
- Canto di Natale
- Dolcemente sospeso
- Faccia... festosa
- Festosa frenesia
- Ghirlanda
- Lecca lecca
- Passatempo di Natale
- Pupazzo di neve
- Pesca golosa
- Rudolph
- Scuola per elfi
- Sfida di Natale
- Sorpresa!
- Torre di bollicine

## Ascolti

### Prima edizione
| Puntata | Messa in onda     | Telespettatori | Share  |
| ------- | ----------------- | -------------- | ------ |
| 1       | 4 settembre 2011  | 2 672 000      | 19,44% |
| 2       | 11 settembre 2011 | 1 993 000      | 15,12% |
| 3       | 18 settembre 2011 | 2 387 000      | 14,28% |
| 4       | 25 settembre 2011 | 3 226 000      | 18,05% |

### Seconda edizione
| Puntata | Messa in onda    | Telespettatori | Share |
| ------- | ---------------- | -------------- | ----- |
| 1       | 22 novembre 2012 | 1 779 000      | 6,71% |
| 2       | 28 novembre 2012 | 1 645 000      | 5,94% |
| 3       | 6 dicembre 2012  | 2 177 000      | 8,56% |
| 4       | 20 dicembre 2012 | 1 583 000      | 6,36% |
| 5       | 27 dicembre 2012 | 2 376 000      | 9,14% |

### Terza edizione
| Puntata | Messa in onda     | Telespettatori | Share |
| ------- | ----------------- | -------------- | ----- |
| 1       | 19 settembre 2013 | 1 616 000      | 7,22% |
| 2       | 26 settembre 2013 | 1 632 000      | 6,69% |
| 3       | 10 ottobre 2013   | 1 616 000      | 6,57% |
| 4       | 17 ottobre 2013   | 1 594 000      | 6,72% |
| 5       | 24 ottobre 2013   | 1 909 000      | 7,60% |
| 6       | 31 ottobre 2013   | 1 889 000      | 7,82% |
| 7       | 14 novembre 2013  | 1 753 000      | 6,98% |